# Marc Bollengier
Marc Bollengier, né le 16 décembre 1991 est un arbitre fédérale français de football. Il est licencié au Sporting Club d’Hazebrouck.

## Biographie

### Débuts et parcours
Marc Bollengier est originaire des Hauts-de-France. Il commence sa carrière dans l’arbitrage dès l’âge de 15 ans. Très tôt, il devient Jeune Arbitre Fédéral (JAF), puis, le 1er juillet 2015, il est officiellement nommé à la Fédération Française de Football. Pendant cinq ans, il officie en tant qu’Arbitre Fédéral 4, avant de gravir les échelons successifs jusqu’au rang d’Arbitre Fédéral 2. En 2022, après des années de travail et de persévérance, il est promu au niveau professionnel en Ligue 2 puis est nommé arbitre Fédéral 1 la saison suivante lui permettant d'officier en Ligue 1,,.

#### Premiers pas mouvementés en Ligue 1
Le 18 septembre 2022, lors de ses débuts en Ligue 1, Marc Bollengier arbitre la rencontre Reims-Monaco, marquée par une décision controversée. Il exclut le Rémois Bradley Locko après 20 minutes pour une semelle involontaire, provoquant la colère de l'entraîneur rémois, Oscar Garcia, qui accuse l'arbitre d'avoir "tué le match". Reims s'incline 3-0 à domicile, et Bollengier fait face à ses premières critiques dans l'élite, illustrant les défis liés à l'arbitrage au plus haut niveau.

#### Une décision décisive en Ligue 1
Le 5 novembre 2024 lors de Rennes-Saint-Étienne, Marc Bollengier prend une décision clé à la 37ᵉ minute : un penalty pour une main de Mathieu Cafaro et l'exclusion du joueur stéphanois après consultation de la VAR. Cette décision, conforme aux lois du jeu, change le cours du match. Rennes l'emporte 5-0, offrant à Jorge Sampaoli sa première victoire en Ligue 1 sur le banc rennais,,,.

#### La décision lors de Rennes-Saint-Étienne en 2024
Lors du match Rennes - Saint-Étienne le 30 novembre 2024, Marc Bollengier a pris une décision clé après une main de Mathieu Cafaro dans la surface à la 37e minute. Après avoir consulté l'assistance vidéo, il a confirmé qu'il y avait bien un contact bras-ballon et a accordé un penalty, tout en excluant Cafaro pour son geste délibéré. Cette décision a changé le cours du match, Rennes l'emportant 5-0. Marc Bollengier a expliqué que cette sanction était conforme aux règles, l'augmentation artificielle de la surface corporelle rendant la main sanctionnable.

### Engagement dans la promotion de l’arbitrage
À plusieurs reprises, Marc Bollengier a participé aux Journées Nationales de l’Arbitrage (JNA), mettant en lumière le rôle crucial des arbitres. Il se souvient notamment de sa participation à un coup d’envoi fictif d’un match à Lille lors de la Coupe de la Ligue, une expérience marquante dans sa carrière.

## Statistiques*
*Comprenant les rôles d'arbitre central, arbitre assistant et arbitre VAR
| Catégorie                | Nombres de matchs | Catégorie                            | Nombres de matchs |
| Ligue 1                  | 74                | UEFA Europa League                   | 1                 |
| Ligue 2                  | 54                | UEFA Conference League               | 2                 |
| National                 | 18                | UEFA Youth League                    | 4                 |
| National 2               | 65                | UEFA Nations League B                | 1                 |
| National 3               | 10                | UEFA Conference League Qualification | 1                 |
| Coupe de France          | 24                | Landespokal Württemberg (Allemagne)  | 1                 |
| Coupe de la Ligue        | 1                 | BGL Ligue (Luxembourg)               | 1                 |
| UEFA Euro qualifying U19 | 3                 | Promotion d'honneur (Luxembourg)     | 1                 |
| ------------------------ | ----------------- | ------------------------------------ | ----------------- |